# General Motors Motorama
Il General Motors Motorama è stato un salone dell'automobile itinerante tenuto annualmente da General Motors tra il 1949 ed il 1961. La prima tappa era presso il Waldorf-Astoria Hotel di New York e successivamente l'esposizione si spostava in altre città degli Stati Uniti come Miami, Los Angeles, San Francisco, Boston, Chicago e Dallas.

## Storia
General Motors iniziò negli anni trenta ad organizzare esposizioni di automobili nella famosa sala da ballo del Waldorf-Astoria. Si trattava però di ricevimenti privati i cui ospiti appartenevano al mondo della finanza newyorkese.
Per festeggiare il ritorno di nuove vetture dopo la seconda guerra mondiale, la General Motors organizzò un'esposizione aperta al pubblico presso il Waldorf-Astoria e l'anno successivo tenne una nuova esposizione per celebrare la metà del XX secolo.
Nel 1953 divenne un vero e proprio salone che affiancava concept car ai nuovi modelli disponibili sul mercato. L'ultimo Motorama si tenne nel 1961

## Auto presentate al Motorama

### 1953
- Buick XP-300[1]
- Chevrolet Corvette (prototipo, 3 versioni)[1]

### 1954
- General Motors Firebird I (XP21)[1]

### 1955
- Buick Wildcat III
- Cadillac Eldorado Brougham
- Chevrolet Bel Air Nomad
- La Salle II[1]

### 1956
- Buick Centurion
- General Motors Firebird II[1]
- Oldsmobile Golden Rocket[1]
- Pontiac Club de Mer[1]

### 1959
- Cadillac Cyclone
- General Motors Firebird III[1]

## Filmografia
- Design for Dreaming (1956): film musicale girato al Motorama del 1956. (visibile in streaming su Internet Archive, ultimo accesso 24 novembre 2010)